# Cotinina
La cotinina è un alcaloide del tabacco e metabolita della nicotina. 
Si utilizza come biomarcatore per la quantificazione dell'esposizione al fumo attivo e passivo di tabacco. Permane a lungo nell'organismo ed è possibile dosarla, oltre che nel sangue, anche nella saliva e nell'urina. In passato è anche stata commercializzata come antidepressivo.
Il nome "cotinina" è un anagramma del nome "nicotina".

## Meccanismi d'azione
In maniera simile alla nicotina, la cotinina si lega, attiva e desensibilizza i recettori neuronali nicotinici, anche se con una potenza di molto inferiore.
Nel corso di esperimenti scientifici, la cotinina ha altresì dimostrato effetti nootropi ed antipsicotici.

## Misura dell'esposizione alla nicotina
La cotinina ha una emivita in vivo di circa 20 ore ed è solitamente rilevabile per parecchi giorni (fino ad una settimana) dopo l'ultimo utilizzo di tabacco.
Il livello di cotinina nel sangue è proporzionale alla quantità di esposizione al fumo di tabacco; pertanto è un valido indicatore dell'esposizione al fumo di tabacco, incluso il fumo secondario (passivo).
Le persone che fumano sigarette al mentolo possono trattenere la cotinina nel sangue per un periodo più lungo, in quanto il mentolo può competere con il metabolismo enzimatico della cotinina.
Anche il codice genetico degli enzimi epatici può avere un suo ruolo, poiché le persone di origine africana solitamente presentano livelli ematici di cotinina più elevati rispetto ai caucasici.
Parecchi fattori variabili (come la preferenza per le sigarette al mentolo e la durata della boccata) suggeriscono che la spiegazione per questa differenza sia più complessa del solo fattore di genere o etnia.
Livelli di cotinina inferiori a 10 ng/mL sono ritenuti consistenti con l'assenza di fumo attivo.
Valori da 10 ng/mL a 100 ng/mL sono associati con fumo leggero o esposizione passiva moderata. Livelli superiori ai 300 ng/mL sono presenti in fumatori accaniti (oltre 20 sigarette al giorno). Nell'urina, i valori sono rispettivamente compresi tra 11 ng/mL e 100 ng/mL per fumatori leggeri o esposizione passiva e fino a 500 ng/mL o più per fumatori attivi accaniti. 
Le determinazioni di cotinina forniscono una misura quantitativa oggettiva che è più affidabile dei racconti dei fumatori o del conteggio del numero di sigarette fumate al giorno.
La cotinina permette anche la misura dell'esposizione al fumo secondario (fumo passivo).
I test per le droghe possono individuare la cotinina nel sangue, nell'urina o nella saliva.
Comunque, alcuni programmi di eliminazione della dipendenza dal fumo contengono nicotina, cosa che comporta un risultato positivo nella determinazione della presenza di cotinina.
Perciò, la presenza di cotinina non è risolutiva per l'indicazione dell'utilizzo di tabacco.